# 善福寺 (南足柄市)
善福寺（ぜんぷくじ）は、神奈川県南足柄市にあり、浄土真宗本願寺派（西本願寺）に属する。親鸞常随の高弟である関東六老僧の一人、平塚入道了源（伊東四郎祐光）の創建。

## 歴史
寺伝によれば、了源すなわち伊東祐光は伊東祐清の子で、伊東祐親の孫にあたる。また、曽我兄弟とは従兄弟の関係になる。元仁2年（1225年）に伊東一族を弔うために出家した祐光は、法求房と称して天台宗鶏足山高麗寺大権現（大磯町高来神社）の別当職についていた。その後、国府津（勧堂）に滞在していた親鸞と出会い、その門下となった。法名も新たに善念房了源と賜り、念仏の教えを各地に弘めて道場を建立し、延応元年（1239年）には壗下の地（南足柄市壗下公民館）にも草庵を結び、阿弥陀堂を建立した。当初、この阿弥陀堂は七軒門徒が中心に護持をしており、善福寺の本院は大磯山下の地にあったが、本院が小田原北条氏による念仏停止（1506年－1560年）により打ち壊しとなったため、寺基が阿弥陀堂のある壗下に移されるかたちとなったと言う（のちに、大磯の地にも善通寺は再興した）。念仏停止の解除後、北条氏康の帰依により本寺の朱印免状を受け、また、京都本願寺の東西分派に伴い、西本願寺の法灯を守ることとなった。